# ریساید بلفور
ریساید بلفور (به انگلیسی: Rayside-Balfour) یک منطقهٔ مسکونی در کانادا است، که در سادبری بزرگ واقع شده‌است. ریساید بلفور ۱۴٬۵۵۷ نفر جمعیت دارد.